# Johannes Focher
Johannes Focher (Hamm, 1990. január 20. –) német labdarúgó, 2013 óta a Borussia Dortmund II kapusa.

## Pályafutása
Focher pályafutását a Hammer SpVg-nél kezdte. 2006 nyarán igazolt a Borussia Dortmund utánpótlásába. Itt 2007-ben nemzeti ezüstérmes lett a B-juniorcsapattal, 2009-ben ugyanezt az eredményt érte el az A-juniorcsapattal. A 2008–09-es szezonban a juniorkupában is ezüstérmet szerzett, de a döntőben nem játszott. A következő szezonban a Borussia Dortmund II-vel a negyedosztályban szerepelt, a szezon első felében kétszer, a másodikban 13-szor játszott. Csapatával feljutott a harmadosztályba. Itt Marcel Höttecke cseréje lett, de előbbi Roman Weidenfeller sérülése miatt az első csapat kispadjára került, Focher bemutatkozhatott a Kickers Offenbach ellen.
A 2011–12-es szezon után a Bosman-szabály értelmében elhagyta a csapatot. Az osztrák Sturm Graz csapatába szerződött 2014. júniusáig. A Sportinformationsdienstnek ezt mondta: "Nem kellett sokat gondolkoznom a távozásról. A Sturm Graz házias klub, majdnem mint a német csapatok. Szeretném, ha a szurkolók ls a graziak megismernének." Fochernek Christian Gratzeivel kellett harcolni a kezdőcsapatba kerülésért. Peter Hyballa edző így vélekedett Focherről: "Christian Gratzei a kapu nagykutyája, Focher a kihívója. Mindkettejüknek versenyhelyzetet teremt, ami jó hatással van az egész csapatra. Johannes 197 centiméter magas, a kapu Gardemaßa. Erős talajon és levegőben, nagyszerű reflexei vannak. Örülök, hogy minket választott."
2013. szeptember 2-án egyéves szerződéssel visszatért a Borussia Dortmund II-höz.

## Fordítás
Ez a szócikk részben vagy egészben  a   Johannes Focher című angol Wikipédia-szócikk ezen változatának fordításán alapul.  Az eredeti cikk szerkesztőit annak laptörténete sorolja fel. Ez a jelzés csupán a megfogalmazás eredetét és a szerzői jogokat jelzi, nem szolgál a cikkben szereplő információk forrásmegjelöléseként.